# European VLBI Network

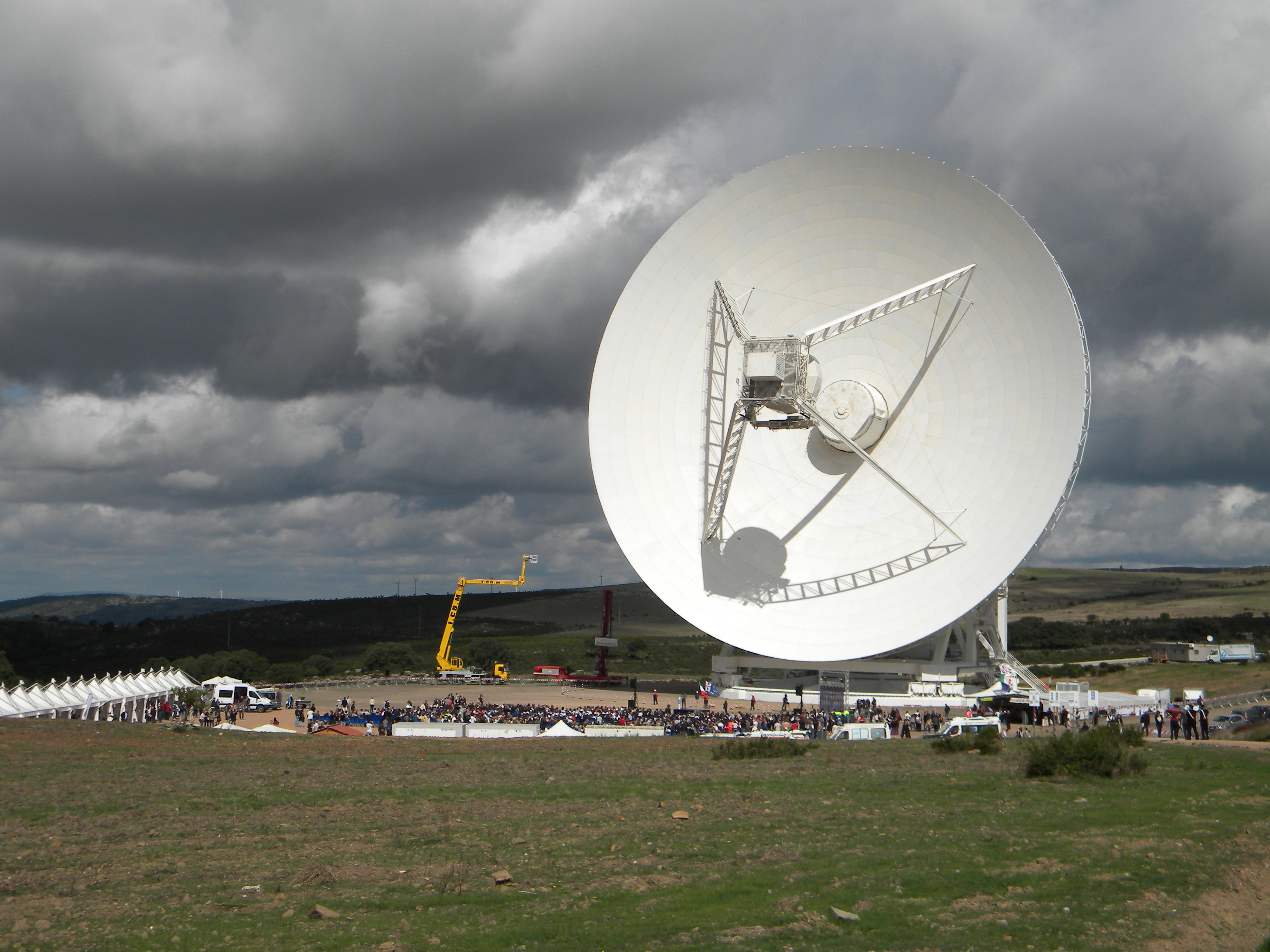
Il Sardinia Radio Telescope, uno dei più avanzati della rete EVN

L’European VLBI Network (EVN) è un consorzio costituito dai maggiori istituti europei di radioastronomia che effettua osservazioni di precisione delle sorgenti di raggi cosmici per mezzo dell'interferometria a lunghissima base (VLBI) . Nata nel 1980, la rete EVN è cresciuta sino ad includere 9 istituti con 12 radiotelescopi in 8 paesi dell'Europa occidentale, ed ulteriori istituti con i propri telescopi associati in Italia, Polonia, Russia, Ucraina, Cina e Sud Africa. La rete EVN può essere collegata ai 7 radiotelescopi della rete interferometrica MERLIN del Jodrell Bank nel Regno Unito ed al Very Long Baseline Array (VLBA) negli Stati Uniti creando così una rete globale. Nel 1993 è stato costituito il Joint Institute for VLBI in Europe (JIVE), con la fondazione per la ricerca in Astronomia di Dwingeloo, Paesi Bassi, in qualità di istituto ospitante. Fornirà agli utenti supporto scientifico e facilitazioni correlative. Il VLBI raggiunge un'altissima risoluzione angolare ed è una tecnica interdisciplinare che spazia dalla visualizzazione (imaging) di sorgenti radio extragalattiche, alla geodesia ed all'astrometria.

## Telescopi rete EVN
La rete EVN è costituita da 21 telescopi:
| Nome                                          | Dim. piatto         | Località                                                        | Gestito da                                   |
| --------------------------------------------- | ------------------- | --------------------------------------------------------------- | -------------------------------------------- |
| Radiotelescopio Effelsberg                    | 100 metri           | Effelsberg, Germania                                            | Istituto Max Planck di astronomia            |
| Radiotelescopio Westerbork Synthesis          | 12 x 25 metri       | Westerbork (località del comune di Midden-Drenthe), Paesi Bassi | ASTRON                                       |
| Sardinia Radio Telescope                      | 64 metri            | San Basilio, Italia                                             | Istituto nazionale di astrofisica            |
| Telescopio Lovell                             | 76 metri            | Goostrey, Cheshire, Regno Unito                                 | Osservatorio Jodrell Bank                    |
| Cambridge                                     | 32 metri            | Mullard Radio Astronomy Observatory, Regno Unito                | Osservatorio Jodrell Bank                    |
| Mark II                                       | 25 metri            | Goostrey, Cheshire, Regno Unito                                 | Osservatorio Jodrell Bank                    |
| Stazione radioastronomica di Medicina         | 32 metri            | Medicina, Italia                                                | Istituto nazionale di astrofisica            |
| Osservatorio spaziale Onsala                  | 25 metri e 20 metri | Onsala, Svezia                                                  | Chalmers University of Technology            |
| Radio osservatorio di Noto                    | 32 metri            | Noto, Italia                                                    | Istituto nazionale di astrofisica            |
| Centro per l'astronomia di Torùn              | 32 metri            | Toruń, Polonia                                                  | Università Niccolò Copernico                 |
| Radio osservatorio Metsähovi                  | 14 metri            | Kirkkonummi, Finlandia                                          | Politecnico di Helsinki                      |
| Sheshan                                       | 25 metri            | Sheshan, Shanghai, Cina                                         | Osservatorio astronomico di Shanghai         |
| Osservatorio astronomico Nanshan              | 25 metri            | Ürümqi, Cina                                                    |                                              |
| Osservatorio nazionale spagnolo               | 40 metri e 14 metri | Yebes, Guadalajara, Spagna                                      |                                              |
| Radiotelescopio Wettzell                      | 20 metri            | Germania                                                        |                                              |
| Madrid Deep Space Communication Complex       | 70 m 3x34 m 26 m    | Robledo de Chavela, Spagna                                      | INTA / NASA / JPL                            |
| Osservatorio Radio astronomico Hartebeesthoek | 26 metri            | Hartebeesthoek, Sud Africa                                      | National Research Foundation of South Africa |
| Osservatorio di Arecibo                       | 305 metri           | Arecibo, Porto Rico                                             | SRI International / USRA / UMET              |
| Osservatorio radio di Svetloe                 | 32 metri            | Leningrado, Russia                                              | Istituto di astronomia applicata             |
| Osservatorio radio di Zelenchuckskaya         | 32 metri            | Zelenčukskaja, Karačaj-Circassia, Russia                        | Istituto di astronomia applicata             |
| Osservatorio Radioastronomico Badary          | 32 metri            | Badary, Tunkinsky, Buryatia, Russia                             | Istituto di astronomia applicata             |

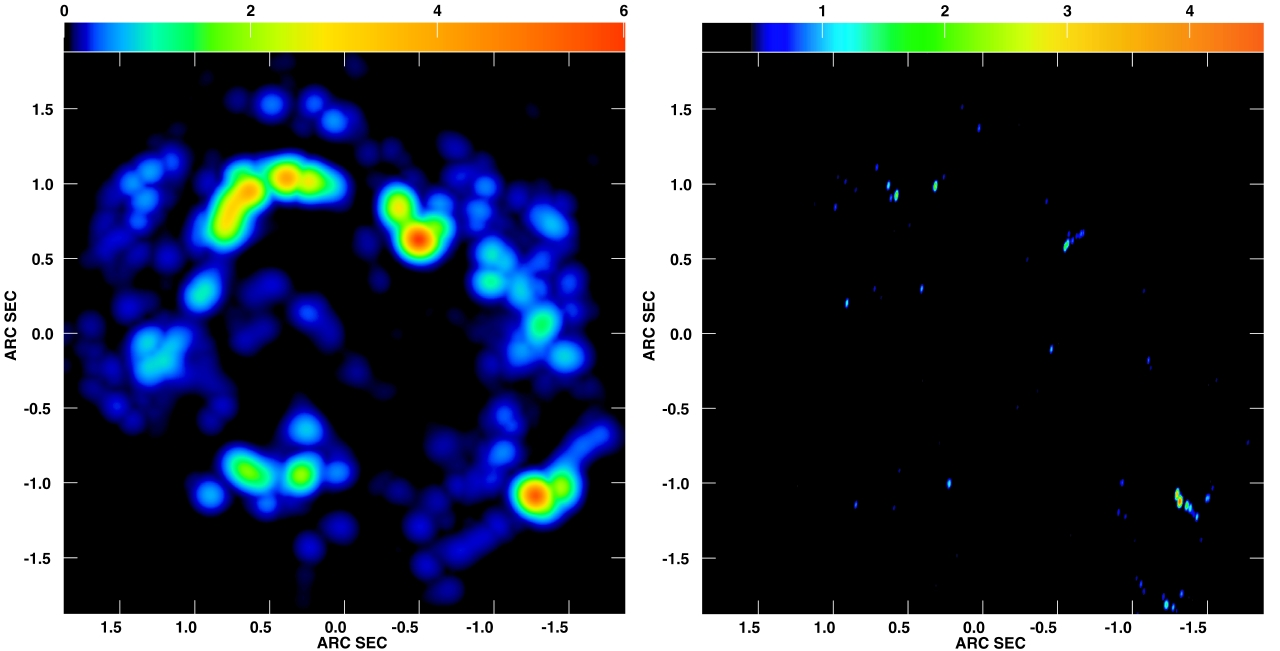
Sorgente IRC + 10420. Confronto tra l'immagine a bassa risoluzione a sinistra, presa con la rete MERLIN del Regno Unito, e la rete EVN e-VLBI a destra. Mostra il guscio di una emissione maser prodotto da una nube di gas in espansione, con un diametro di circa 200 volte quello del Sistema solare. Il guscio di gas è stato espulso da una stella supergigante (10 volte la massa del nostro sole) al centro della emissione circa 900 anni fa.

La rete EVN è spesso collegata ai 7 elementi interferometrici MERLIN del Jodrell Bank. Può essere connessa anche al Very Long Baseline Array (VLBA), Stati Uniti, costituendo una rete VLBI globale e raggiungendo una risoluzione sub-milliarcosecondi a frequenze superiori a 5 GHz.

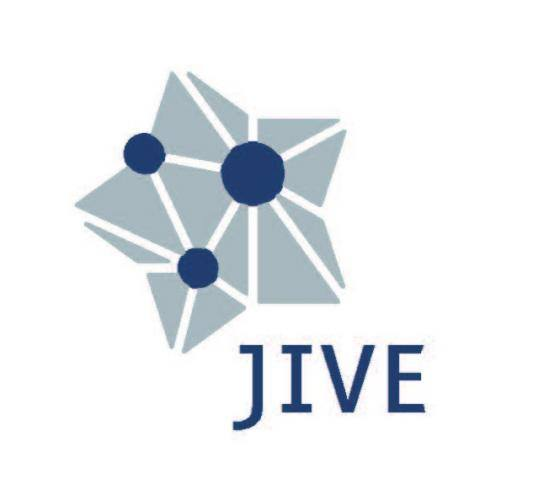
Logo JIVE

## e-EVN
Dal 2004, la rete EVN si sta aggiornando con interconnessioni internazionali in fibra ottica attraverso una tecnica nota come e-VLBI. Il progetto EXPReS è stato sviluppato per consentire un flusso di dati dell'ordine di gigabit al secondo (Gb/sec) attraverso il National Research Network e la rete di ricerca paneuropea GÉANT2, consentendo i primi esperimenti astronomici a seguito di questa tecnologia. Questo ha permesso ai ricercatori di effettuare osservazioni in follow-up di eventi transitori quali i brillamenti (flare) di raggi X binari, esplosioni di supernova e lampi di raggi gamma.
Gli obiettivi del progetto Expres sono di collegare fino a 16 dei radiotelescopi più sensibili al mondo nei sei continenti all'elaboratore centrale della rete europea VLBI presso l'Istituto congiunto per VLBI in Europa (JIVE). Ulteriori ricerche del progetto sono volte a migliorare la connessioni dell'ultimo miglio e l'aggiornamento delle connessioni esistenti ai telescopi, l'aggiornamento della correlazione per elaborare sino a 16 flussi di dati da 1 Gbit / s ciascuno in tempo reale ed effettuare studi per il calcolo distribuito al fine di sostituire l'elaboratore dei dati centralizzato.